# Heinrich Blücher
Heinrich Friedrich Ernst Blücher (29 de janeiro de 1899 – 31 de outubro de 1970 ) foi um poeta e filósofo alemão. Era o segundo marido de Hannah Arendt, que ele conheceu em Paris em 1936. Durante sua vida nos Estados Unidos da América, Blücher circulou em meios acadêmicos de destaque e foi uma figura relevante na vida de vários intelectuais de Nova Iorque.
Integrante do Partido Comunista da Alemanha, participou, em 1928, da fundação da vertente Partido Comunista da Alemanha - Oposição (KPD-O). Em 1934, foge do regime nazista para Paris e, em 1941, para os Estados Unidos. Em 1952, começou a lecionar filosofia no Bard College, recebendo o título de doutor honorário em 1968. Seu pensamento contribuiu para o desenvolvimento de ideias centrais da obra de Hannah Arendt, com quem se casou em 1940.
A ele Arendt dedicou As Origens do Totalitarismo.
Autodidata, Blücher não publicou ensaios nem livros. Morreu em 1970, por ataque cardíaco.